# Dammard
Dammard é uma comuna francesa na região administrativa de Altos da França, no departamento de Aisne. Estende-se por uma área de 7,96 km². Em 2010 a comuna tinha 383 habitantes (densidade: 48,1 hab./km²).